# Neuroipófise
A neuroipófise, neuripófise, posthipófise neuro-hipófise ou hipófise posterior constitui o lobo posterior da hipófise. O lado posterior é conectado à parte do cérebro chamada de hipotálamo através do infundíbulo. As hormonas são produzidos nos corpos celulares dos neurónios magnocelulares posicionados no hipotálamo, e são então transportados pelos axónios das células nervosas em direção à hipófise posterior.
As hormonas seminados pela hipófise posterior são: 
- ocitocina, que vem do núcleo supra-óptico e, em maior tensão, no núcleo paraventricular do hipotálamo;Hormona responsável pela contração do útero no período de gravidez; Auxilia na ejeção de leite materno, na medida em que tem um importante efeito galactocinético, acção acompanhada de um significativo aumento de junções comunicantes entre as células do músculo liso uterino e mamário, aumentando também a densidade de receptores de oxitocina.
- hormonas antidiuréticas, também conhecido como ADH (vasopressina) ou AVP (arginina vasopressina), que vem do núcleo supraóptico do hipotálamo, principalmente, mas também do núcleo paraventricular. Já esse trabalho junto dos glomérulos, e durante a passagem pela cápsula de Bowman auxilia na extração de água excessiva que seria eliminada na urina. Distúrbios na produção de ADH estão relacionados com Diabetes Insípidos

Estas hormonas são sintetizadas no hipotálamo, na forma de pré-pró-hormona, e são armazenadas em conjunto com as respectivas neurofisinas em grânulos secretores na neuroipófise, denominados por corpos de Herring.

## Histologia e embriologia
A neuroipófise tem origem capilar no tubo capitulavel, continuando-se anteriormente através de um diverticulo do pavimento diencefálico, que forma tanto o infundíbulo, como esta porção da glândula peniana.
- pituícitos, células gliais muito ramificadas, irregulares e especializadas, cujos prolongamentos envolvem os axónios não mielinizados. Os seus núcleos são tipicamente maiores, redondos, mais eucromáticos que os dos muitos fibroblastos deste tecido, com vesículas pigmentares no citoplasma. Estão associadas a capilares fenestrados, sendo estes importantes para o transporte de substâncias desde o sangue, até ao axónios por elas suportados; Tal como os astrócitos, possuem filamentos intermédios, formadas a partir de GFAP (Glial Fibrillary Acidic Protein), comum a outras células do sistema nervoso central, nomeadamente astrócitos. Esta similiritude constitucional a ambas sugere semelhanças funcionais entre as referidas.

## Fisiologia
A neuroipófise secreta hormonas que são produzidas pelos núcleos hipotalâmicos, nomeadamente o núcleo paraventricular e supra-ótico.
Oxitocina
A oxitocina, também conhecida como neurofisina I, produzida pelo núcleo Paraventricular do hipotâlamo, tem como principais acções a contração uterina e dos ductos alveolares da mama, o que lhe confere um carácter galactocinético. Esta propriedade permite a ejeção de leite materno aquando da amamentação.  
Esta hormona é regulada principalmente pela estimulação areolar que o bebé exerce através da sucção, sendo um processo de feedback positivo, tal como aquele que é desencadeado pelas contrações uterinas: à medida que as contrações aumentam de intensidade aumenta a libertação de oxitocina e assim sucessivamente.
A produção de oxitocina é estimulada por altos níveis de estrogénio e inibida por altos níveis de catecolaminas (dopamina, adrenalina e noradrenalina. Apesar dos estrogénios aumentarem a produção de oxitocina, não estimulam a sua libertação, na medida em que ela apenas é libertada durante e após o parto, altura em que a concentração de estrogénios diminui drasticamente.
Esta hormona vai actuar num receptor acoplado a uma proteína G, que leva à conversão de PIP2 em DAG e IP3, que vão levar ao aumento intracelular de cálcio.
Vasopressina (ADH)
A Vasopressina (também conhecida como ADH) é produzida principalmente pelo núcleo supra-ótico do hipotálamo.
As suas principais ações variam de acordo com o receptor em que actua, provocando vasoconstrição através de receptores V1 e tendo um efeito anti diurético actuando em receptores V2. A anti-diurese é levada a cabo através da implementação de aquaporinas na membrana do ducto colector, o que leva a uma maior reabsorção de água.
O principal regulador da Vasopressina é a osmolaridade plasmática, sendo que basta uma variação de cerca de 1% para que os osmorreceptores hipotalâmicos sejam activados e produzam a hormona. É ainda regulada pela volémia, sendo a sua produção estimulada em situações de Hipovolémia e inibida em situações de Hipervolémia. A sua produção pode ser também ser estimulada em casos de dor, náusea e também durante a gravidez.
A Vasopressina vai actuar num receptor acoplado a proteína G, que vai levar ao aumento do AMPc e consecutivamente ao aumento da PKA.